# Eri Sakurai
Eri Sakurai (桜井映里 Sakurai Eri?) (Kanagawa, Japón; 17 de octubre de 1977) es una actriz japonesa que perteneció a Ring Entertainment. Es conocida por su doble rol de Mahoro y Mensajera de la Destrucción Jeanne en la Serie Super Sentai Bakuryū Sentai Abaranger.

## Biografía
Originalmente era una modela activa, pero cuando no podía decir bien las líneas en el comercial, comenzó a tomar lecciones de actuación y se convirtió en actriz porque quería trabajar para expresar sus emociones con las líneas.
En 2003, hizo una actuación regular en Bakuryū Sentai Abaranger en un rol antagónico como Mensajera de la Destrucción Jeanne. Durante la audición, la heroína y la villana se interpretaron al mismo tiempo, pero ella respondió "villana" sin dudarlo cuando se le preguntó "y si pudiera elegir cualquiera de los papeles" en la selección final.
Keiko Toda es mencionada como actriz objetivo.
Sus pasatiempos son viajar, comer fideos soba y ver películas. Su especialidad es la cocina casera en general.

## Trabajos

### Drama de televisión
- Bakuryū Sentai Abaranger (2003-2004): Mensajera de la Destrucción Jeanne/Mahoro
- Woman, Love and Mystery Todoroki Law Offices, Invisible Bonds (2004): Yukari Aida
- Intersection of Traps (2005): Nahoko Homura
- Detective Donburi (2006): Reiko Matsuura
- Yame-ken no Onna (2009, TV Asahi): Empleada de "Tezuka Seed"

### Variedad
- BS Branch (2002-2003): La primera chica de BS Branch
- Information New Planet (2004): Reportera

### Película
- Bakuryū Sentai Abaranger DELUXE: ¡El verano Abare está congelado! (23 de agosto de 2003): Mensajera de la Destrucción Jeanne

### PV
- Mitsuhiro Oikawa: "Love Song"

### CD
- Bakuryū Sentai Abaranger "Dyno Earth Special! Legendary Bangle and Five Avales Spirits": Mensajera de la Destrucción Jeanne/Mahoro

### Video original
- Bakuryū Sentai Abaranger vs. Hurricaneger (12 de marzo de 2004): Mensajera de la Destrucción Jeanne
- Tokusō Sentai Dekaranger vs. Abaranger (25 de marzo de 2005): Mahoro (Apareció durante la emisión de los créditos)

### CM
- Daihatsu Daihatsu Hijet (2005): Coprotagonizada con Koji Matoba